# 布蓋 (拉茲傑利納亞區)
46°55′21″N 29°50′58″E / 46.92250°N 29.84944°E
布哈伊（烏克蘭語：Бугай）是位於烏克蘭西南部的村莊，由敖德萨州羅茲季利納區的斯捷潘尼夫卡市鎮負責管轄。該村始建於1836年，面積0.52平方公里，海拔高度81米，2001年人口13，人口密度每平方公里25.05人。